# Stratford (Iowa)
Stratford és una població dels Estats Units a l'estat d'Iowa. Segons el cens del 2000 tenia 746 habitants.

## Demografia
Segons el cens del 2000, Stratford tenia 746 habitants, 307 habitatges, i 186 famílies. La densitat de població era de 150 habitants/km².
Dels 307 habitatges en un 24,1% hi vivien nens de menys de 18 anys, en un 52,4% hi vivien parelles casades, en un 5,5% dones solteres, i en un 39,1% no eren unitats familiars. En el 35,5% dels habitatges hi vivien persones soles el 22,5% de les quals corresponia a persones de 65 anys o més que vivien soles. El nombre mitjà de persones vivint en cada habitatge era de 2,21 i el nombre mitjà de persones que vivien en cada família era de 2,9.
Per edats la població es repartia de la següent manera: un 20,2% tenia menys de 18 anys, un 6,6% entre 18 i 24, un 22,8% entre 25 i 44, un 20,9% de 45 a 60 i un 29,5% 65 anys o més.
L'edat mediana era de 45 anys. Per cada 100 dones de 18 o més anys hi havia 80,9 homes.
La renda mediana per habitatge era de 29.375 $ i la renda mediana per família de 41.042 $. Els homes tenien una renda mediana de 28.571 $ mentre que les dones 22.344 $. La renda per capita de la població era de 15.553 $. Entorn del 2,3% de les famílies i el 5,7% de la població estaven per davall del llindar de pobresa.

## Poblacions més properes
El següent diagrama mostra les poblacions més properes.